# Consiglio Nazionale dell'Economia e del Lavoro

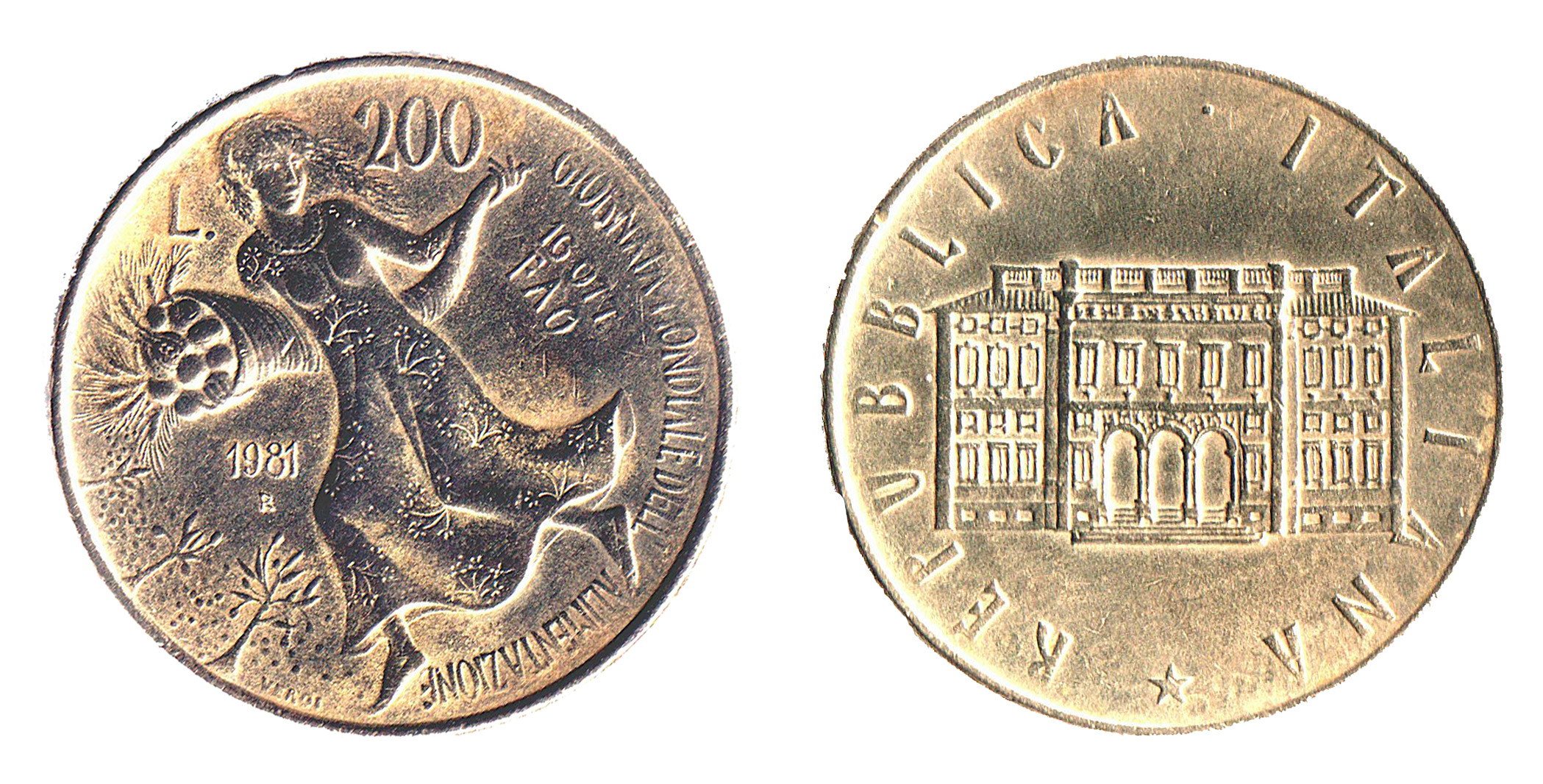
Villa Lubin (a destra) su una moneta italiana commemorativa da 200 lire coniata in occasione della prima Giornata mondiale dell'alimentazione nel 1981

Il Consiglio Nazionale dell'Economia e del Lavoro (in sigla CNEL) è un organo di rilievo costituzionale previsto dall'art. 99 della Costituzione della Repubblica Italiana con funzione consultiva rispetto al Governo, alle Camere e alle Regioni.
"Ha l’iniziativa legislativa e può contribuire alla elaborazione della legislazione economica e sociale secondo i principi ed entro i limiti stabiliti dalla legge”.
Dal 1958 ha prodotto oltre 1.000 documenti a supporto dell’attività parlamentare e dei processi decisionali pubblici tra cui 387 Rapporti, Relazioni, Studi, Indagini e Ricerche, 254 Pareri per il Parlamento e il Governo, 406 Osservazioni e proposte e 38 disegni di legge. Dal 2019 promuove consultazioni pubbliche come strumento di democrazia partecipata per consentire a tutti i cittadini di esprimere il loro parere su temi di particolare interesse, sociali ed economici.
Presso il CNEL è istituito l'Archivio nazionale dei contratti e degli accordi collettivi di lavoro, presso il quale sono depositati gli originali di questi documenti siglati del rappresentanti legali delle parti sociali e che conferisce esigibilità legale a tali atti.
Organismi simili di partecipazione alla gestione del potere, in cui è rappresentata l'intera società civile, sono presenti in tutti i regimi democratico-liberali del primo dopoguerra, poi riformati: il Volkswirtschaftsrat (Bismarck, 1881) riformato nella Costituzione del 1919, il Conseil économique, social et environnemental (Francia, 1919), il Consiglio Nazionale delle Corporazioni (Italia, 1930), il Consejo Económico y Social (Spagna, 1991) e il National Economic Council (Stati Uniti, 1993).
Non in ciascuno di questi paesi, però, tali organismi sono di rilievo costituzionale.

## Funzioni
La Costituzione (art. 99) qualifica il Consiglio Nazionale dell’Economia e del lavoro Organo di consulenza delle Camere e del Governo per le materie e secondo le funzioni che gli sono attribuite dalla legge e gli conferisce il potere di iniziativa legislativa, unitamente alla facoltà di contribuire alla elaborazione della legislazione economica e sociale nel rispetto dei principi ed entro i limiti stabiliti dalla legge.
La Legge (30 dicembre 1986, n. 936), in attuazione del disposto costituzionale, precisa l’ambito di azione dell’Organo e gli fornisce i necessari strumenti di azione. L’ambito delle materie su cui insiste l’attività del Cnel è enunciato negli articoli 10 e seguenti della Legge e ricomprende:
- politica e programmazione economica e sociale
- congiuntura economica
- politica dell’Unione europea ed attuazione della stessa
- andamenti generali, settoriali e locali del mercato del lavoro
- assetti normativi e retributivi espressi dalla contrattazione collettiva
- tenuta dell’Archivio nazionale dei contratti e accordi collettivi con particolare riferimento alla contrattazione integrativa di secondo livello
- livelli e qualità dei servizi erogati dalle pubbliche amministrazioni centrali e locali alle imprese e ai cittadini
- valutazione delle politiche pubbliche

Il contributo all'elaborazione della legislazione, e la consulenza alle Camere e al Governo, nelle materie sopra elencate, sono espressi dal CNEL attraverso una serie di atti deliberati per iniziativa autonoma, ovvero su richiesta di altri Organi costituzionali.
In particolare il CNEL:
- valutazioni e proposte sui più importanti documenti ed atti di politica e di programmazione economica e sociale;
- pareri, obbligatori e non vincolanti;
- rapporti sugli andamenti generali, settoriali e locali del mercato del lavoro e sugli assetti normativi e retributivi espressi dalla contrattazione collettiva;
- esame, sulla base dei rapporti predisposti dal Governo, le politiche comunitarie e la loro attuazione;
- osservazioni e proposte di propria iniziativa;
- studi, indagini e ricerche di propria iniziativa;
- relazione annuale al Parlamento e al Governo sui livelli e la qualità dei servizi erogati dalle pubbliche amministrazioni centrali e locali alle imprese e ai cittadini;
- tenuta e aggiornamento dell'Archivio nazionale dei contratti e degli accordi collettivi di lavoro nel settore pubblico, predisponendo una relazione annuale sullo stato della contrattazione collettiva nelle pubbliche amministrazioni;
- conferenza annuale sull'attività compiuta dalle amministrazioni pubbliche, per la discussione e il confronto sull'andamento dei servizi delle pubbliche amministrazioni e sui problemi emergenti;
- designazione di rappresentanti delle categorie produttive e di componenti in organismi pubblici a carattere nazionale.

Tale disciplina è contenuta nella legge n. 936 del 1986. La stessa norma (art. 16) istituisce presso il CNEL l'Archivio unico nazionale dei contratti collettivi di lavoro, firmati in originale dalle parti sociali, sia nazionali sia decentrati, del settore pubblico e privato.
La Costituzione si limita a definire due specifiche competenze: la titolarità dell'iniziativa legislativa e la competenza a elaborare "la legislazione economica e sociale secondo i principi ed entro i principi stabiliti dalla legge" che sono assai restrittivi.

## Composizione
L'art. 99, c. 1 della Costituzione prevede che esso sia composto «di esperti e di rappresentanti delle categorie produttive, in misura che tenga conto della loro importanza numerica e qualitativa». La sua composizione è disciplinata dall'art. 2 della legge n. 936 del 30 dicembre 1986 e successive modificazioni.
Sulla base della legge n. 214/2011, esso conta di 65 membri così suddivisi:
- il presidente, nominato con decreto del presidente della Repubblica, al di fuori degli altri componenti;
- 10 «esperti, qualificati esponenti della cultura economica, sociale e giuridica» di cui:
  - 8 nominati direttamente dal presidente della Repubblica,
  - 2 nominati dal Presidente della Repubblica su proposta del presidente del Consiglio dei ministri, previa deliberazione del Consiglio dei ministri;
- 48 «rappresentanti delle categorie produttive di beni e servizi nei settori pubblico e privato», di cui:
  - 22 rappresentanti dei lavoratori dipendenti, tra i quali 3 «rappresentano i dirigenti e i quadri pubblici e privati»;
  - 9 rappresentanti dei lavoratori autonomi e delle professioni;
  - 17 rappresentanti delle imprese.
- 6 rappresentanti delle associazioni di promozione sociale e delle organizzazioni del volontariato.

I membri del Consiglio restano in carica per cinque anni e possono essere riconfermati.
A supporto dell'attività dell'organo è istituito un Segretariato generale, composto da uffici che fanno capo al segretario generale, nominato con decreto del presidente della Repubblica, su proposta del presidente del Consiglio dei ministri, previa deliberazione del Consiglio dei ministri, sentito il presidente del CNEL.

### Attuali membri
|                |                                 | Inizio mandato    | Rappresentanza                                                                 |
| -------------- | ------------------------------- | ----------------- | ------------------------------------------------------------------------------ |
| Presidente     | Renato Brunetta                 | 20 aprile 2023    | -                                                                              |
| Vicepresidenti | Floriano Botta                  | 22 settembre 2023 | Confindustria                                                                  |
| Vicepresidenti | Claudio Risso                   | 22 settembre 2023 | CISL                                                                           |
|                | Francesco Aceto                 | 22 settembre 2023 | Coldiretti                                                                     |
|                | Pierangelo Albini               | 22 settembre 2023 | Confindustria                                                                  |
|                | Carlo Altomonte                 | 22 settembre 2023 | Esperto Presidenza della Repubblica                                            |
|                | Alessandro Ambrosi              | 22 settembre 2023 | Confcommercio                                                                  |
|                | Silvano Barbalace               | 22 settembre 2023 | Confartigianato Cna Casartigiani                                               |
|                | Gianluca Bianco                 | 22 settembre 2023 | CISL                                                                           |
|                | Stefano Biasioli                | 22 settembre 2023 | Confedir                                                                       |
|                | Fiovo Bitti                     | 22 settembre 2023 | UGL                                                                            |
|                | Floriano Botta                  | 22 settembre 2023 | Confindustria                                                                  |
|                | Mario Braga                     | 22 settembre 2023 | Consiglio nazionale periti agrari e periti agrari laureati                     |
|                | Massimo Brancato                | 22 settembre 2023 | CGIL                                                                           |
|                | Giuseppe Capanna                | 22 settembre 2023 | Confesercenti                                                                  |
|                | Paolo Carcassi                  | 22 settembre 2023 | UIL                                                                            |
|                | Guido Carella                   | 22 settembre 2023 | CIDA                                                                           |
|                | Aldo Carera                     | 22 settembre 2023 | CISL                                                                           |
|                | Francesco Cavallaro             | 22 settembre 2023 | CISAL                                                                          |
|                | Manola Cavallini                | 22 settembre 2023 | CGIL                                                                           |
|                | Maria Carmela Colaiacovo        | 22 settembre 2023 | Confindustria                                                                  |
|                | Vito D’Ingeo                    | 22 settembre 2023 | Confartigianato Cna Casartigiani                                               |
|                | Carlo De Ruvo                   | 22 settembre 2023 | Confetra                                                                       |
|                | Rossana Dettori                 | 22 settembre 2023 | CGIL                                                                           |
|                | Giovanni Di Cesare              | 22 settembre 2023 | CGIL                                                                           |
|                | Fausto Durante                  | 22 settembre 2023 | CGIL                                                                           |
|                | Vincenzo Falabella              | 22 settembre 2023 | FISH                                                                           |
|                | Aldo Ferrara                    | 22 settembre 2023 | Confindustria                                                                  |
|                | Cristiano Fini                  | 22 settembre 2023 | CIA                                                                            |
|                | Simone Gamberini                | 22 settembre 2023 | LEGACOOP                                                                       |
|                | Alessandro Geria                | 22 settembre 2023 | CISL                                                                           |
|                | Giuseppe Ghisolfi               | 22 settembre 2023 | ABI                                                                            |
|                | Massimiliano Giansanti          | 22 settembre 2023 | Confagricoltura                                                                |
|                | Massimo Giuntoli                | 22 settembre 2023 | Consiglio nazionale degli architetti, pianificatori, paesaggisti, conservatori |
|                | Annalisa Guidotti               | 22 settembre 2023 | Confederazione italiana della piccola e media industria                        |
|                | Alfonso Luzzi                   | 22 settembre 2023 | CONFSAL                                                                        |
|                | Marcella Mallen                 | 22 settembre 2023 | Esperta Presidenza della Repubblica                                            |
|                | Domenico Mamone                 | 22 settembre 2023 | UNSIC                                                                          |
|                | Tulio Marcelli                  | 22 settembre 2023 | Coldiretti                                                                     |
|                | Alberto Marenghi                | 22 settembre 2023 | Confindustria                                                                  |
|                | Angelo Raffaele Margiotta       | 22 settembre 2023 | CONFSAL                                                                        |
|                | Marco Menni                     | 22 settembre 2023 | Confcooperative                                                                |
|                | Emilio Minunzio                 | 22 settembre 2023 | ASI                                                                            |
|                | Bruno Molea                     | 22 settembre 2023 | FICTUS                                                                         |
|                | Enrica Morlicchio               | 22 settembre 2023 | Esperta Presidenza della Repubblica                                            |
|                | Luca Nogler                     | 22 settembre 2023 | Esperto Presidenza della Repubblica                                            |
|                | Ivana Pais                      | 22 settembre 2023 | Esperta Presidenza della Repubblica                                            |
|                | Paola Palmieri                  | 22 settembre 2023 | USB                                                                            |
|                | Domenico Pantaleo               | 22 settembre 2023 | Auser                                                                          |
|                | Manfred Pinzger                 | 22 settembre 2023 | Confcommercio                                                                  |
|                | Paolo Pirani                    | 22 settembre 2023 | UIL                                                                            |
|                | Livia Ricciardi                 | 22 settembre 2023 | CISL                                                                           |
|                | Claudio Risso                   | 22 settembre 2023 | CISL                                                                           |
|                | Francesco Riva                  | 22 settembre 2023 | Ciu                                                                            |
|                | Alessandro Rosina               | 22 settembre 2023 | Esperto Presidenza della Repubblica                                            |
|                | Francesco Rotondi               | 22 settembre 2023 | Esperto Presidenza del Consiglio dei ministri                                  |
|                | Tania Scacchetti                | 22 settembre 2023 | CGIL                                                                           |
|                | Sergio Silvestrini              | 22 settembre 2023 | Confartigianato Cna Casartigiani                                               |
|                | Gaetano Stella                  | 22 settembre 2023 | Confprofessioni                                                                |
|                | Marco Tamagnini                 | 22 settembre 2023 | Modavi                                                                         |
|                | Valeria Termini                 | 22 settembre 2023 | Esperta Presidenza della Repubblica                                            |
|                | Graziano Tilatti                | 22 settembre 2023 | Confartigianato Cna Casartigiani                                               |
|                | Michele Tiraboschi              | 22 settembre 2023 | Esperto Presidenza della Repubblica                                            |
|                | Paolo Uggè                      | 22 settembre 2023 | Conftrasporto                                                                  |
|                | Rosario Maria Gianluca Valastro | 22 settembre 2023 | Croce Rossa Italiana                                                           |
|                | Francesco Verrascina            | 22 settembre 2023 | Copagri                                                                        |
|                | Massimo Visconti                | 22 settembre 2023 | Confintesa                                                                     |
|                | Roberto Zazza                   | 22 settembre 2023 | Esperto Presidenza del Consiglio dei ministri                                  |

## Storia
Previsto dall'articolo 99 della Costituzione, il Consiglio Nazionale dell’Economia e del Lavoro fu istituito solo dieci anni dopo, con la legge n. 33 del 5 gennaio 1957.
Per l’attuazione del dettato costituzionale il primo disegno di legge fu predisposto dal Ministro del Lavoro on. Fanfani e presentato dal Presidente del Consiglio dei Ministri on. De Gasperi il 15 marzo 1949.
L’art. 1 determinava la composizione del Consiglio in 60 membri suddivisi in 3 gruppi: rappresentanti delle categorie economiche e del lavoro; rappresentanti di consigli ed enti pubblici economici; persone particolarmente esperte nei problemi del lavoro o della produzione.

### Prima del 1948

#### Il Consiglio dell’Industria e del Commercio
Nel 1869 risultavano istituiti due distinti organismi di consulenza presso il Ministero dell’Industria, dell’Agricoltura e del Commercio. Con Decreto del 5 agosto 1869, n. 5210, veniva costituito il Consiglio dell’Industria e del Commercio, col compito di dare pareri al Ministro, in particolare sulle “riforme da proporsi nella legislazione commerciale, sui programmi dei congressi delle camere di commercio, sui progetti di trattati di commercio e di navigazione, sulle tariffe ferroviarie; il Consiglio proponeva al Ministro le inchieste e i provvedimenti reputati utili all’incremento dell’industria e del commercio nazionale, ed era composto di 14 consiglieri, scelti fra le persone più versate nelle dottrine economiche e nella pratica dell’industria e del commercio.”
La sua competenza era circoscritta ai problemi economici. Con decreto del 1º marzo 1896, n. 3736, e con decreti successivi del 22 gennaio 1903, n. 74, 17 aprile 1910 n. 187, e 12 gennaio 1911 n.12 il Consiglio dell’Industria veniva riordinato nella composizione e nel funzionamento. In particolare si scorge nella composizione un timido riferimento al concetto di rappresentatività prevedendosi che, annualmente, con decreto del Ministro siano chiamati a farne parte un rappresentante delle Camere di Commercio ed Arti del Regno, sei membri fra le Associazioni e gli Enti che si adoperano con maggiore efficacia per l’incremento dell’industria e dei commerci; due componenti fra i principali sodalizi operai con personalità giuridica. Il Consiglio dell’Industria e del Commercio, dopo pochi anni, fu diviso in due distinti organismi consultivi: il Consiglio Superiore del Commercio, la cui concreta definizione fu perfezionata con RDLgt 17 ottobre 1919 n. 1107, ed il Consiglio Superiore dell’Industria (RDLgt 15 giugno 1919 n. 1113).
I due Consigli, la cui attività, peraltro modesta, era stata rigorosamente legata all’iniziativa del Ministro, furono assorbiti con RD 6 settembre 1923 n. 2125 nel Consiglio Superiore dell’Economia Nazionale. Si trattava di organi tecnici e di studio, con il precipuo compito di collaborare con la Pubblica Amministrazione, elaborando proposte utili all’attività amministrativa e legislativa del Ministero.

#### La Commissione consultiva sulle istituzioni di previdenza e del lavoro
Per i problemi previdenziali e del lavoro il decreto del 25.11.1869, n. 5370, istituiva la “Commissione consultiva sulle istituzioni di previdenza e del lavoro”, con il compito di “raccogliere gli elementi e preparare i progetti di legge riguardanti le casse di risparmio, le società di mutuo soccorso, le associazioni popolari di credito, di consumo e di produzione, e tutte le istituzioni di previdenza; studiare le questioni relative alle casse di quiescenza degli operai, alla tutela della sanità loro, particolarmente negli stabilimenti industriali e minerari, ai contratti di tirocinio, ed infine a tutti gli argomenti riguardanti il benessere dei lavoratori.” La Commissione doveva pubblicare periodicamente i suoi atti e predisporre ogni anno un rapporto particolareggiato al Parlamento. La Commissione consultiva per le Istituzioni di Previdenza venne modificata più volte fino a diventare, con decreto del 22 luglio 1894, Consiglio della Previdenza e delle Assicurazioni sociali. Ma un cambiamento notevole nelle funzioni, nelle attribuzioni e nella composizione fu operato dalla legge 29 giugno 1902 n. 246, che istituiva presso il Ministero dell’Agricoltura, Industria e Commercio l’Ufficio del Lavoro e il Consiglio Superiore del Lavoro.

#### L’Ufficio del Lavoro
L’Ufficio doveva raccogliere, coordinare e pubblicare notizie e informazioni relative al lavoro nel Regno, e nei paesi esteri dove a preferenza si dirige l’emigrazione, principalmente per quanto riguarda le condizioni e lo svolgimento della produzione nazionale; l’ordinamento e la remunerazione del lavoro; i rapporti di questo col capitale; il numero e le condizioni degli operai, anche nei riguardi della disoccupazione, gli scioperi, le loro cause e i loro risultati; il numero, le cause e le conseguenze degli infortuni degli operai; gli effetti delle leggi che più specialmente interessavano il lavoro e le condizioni comparate del lavoro in Italia e all’estero; di seguire e far conoscere lo svolgimento della legislazione sul lavoro in Italia; di compiere tutti gli studi e le ricerche che, nelle materie indicate, fossero ordinati dal Ministero di Agricoltura, Industria e Commercio di propria iniziativa ovvero in seguito a voti o proposte del Consiglio Superiore del Lavoro (art. 1). L’Ufficio del Lavoro pubblicava mensilmente un bollettino che conteneva le informazioni e le notizie di cui all’art. 1; ed, in particolare, quelle dei paesi verso i quali era diretta l’emigrazione italiana. L’Ufficio pubblicava anche monografie su tutte le questioni che interessano il lavoro (art. 7).

#### Il Consiglio Superiore del Lavoro
Con l’art. 2 della legge Zanardelli veniva istituito il Consiglio Superiore del Lavoro, composto di 43 membri, in parte eletti e in parte nominati. “Sono presenti membri del Parlamento, dirigenti delle Pubblica Amministrazione, esponenti eletti delle Camere di Commercio, dei Consorzi Agrari, delle Società di Mutuo soccorso, della Lega delle Cooperative, dell’Associazione fra le Banche Popolari; 14 membri sono nominati con Regio Decreto, sopra proposta del Ministro, e sono scelti: 2 fra i cultori delle discipline economiche e statistiche; 5 fra i produttori e capi di aziende agrarie, industriali e commerciali; 2 far gli operai e capimastri delle miniere della Sicilia e della Sardegna; 1 fra i lavoratori dei porti e del mare; 4 fra i contadini e operai”. Il Consiglio Superiore del Lavoro era chiamato “ad esaminare le questioni concernenti i rapporti fra padrone ed operai; a suggerire i provvedimenti da adottarsi per il miglioramento delle condizioni degli operai; a proporre gli studi e le indagini dall’Ufficio del Lavoro; ad esprimere parere sopra i Disegni di legge attinenti alla legislazione del lavoro e sopra ogni altro oggetto, che il Ministro sottoponga al suo studio” (art. 4).
L’attività del Consiglio, quindi non era solo strettamente tecnica, ma prefigurava un modello di partecipazione istituzionale delle forze sociali alla elaborazione di una legislazione e di una politica del lavoro. Il clima politico instauratosi dopo la costituzione del Governo Zanardelli-Giolitti consentì la rapida approvazione di un progetto – la legge del 1902 - vanamente proposto negli anni precedenti. La relazione del Presidente Zanardelli sottolineava “i doveri nuovi che incombono allo Stato moderno e che corrispondono alle condizioni sociali profondamente mutate.”
Il Consiglio Superiore del Lavoro nasceva sì per un ausilio tecnico del Governo e del Parlamento, ma soprattutto per intervenire nella realtà economico-sociale, favorendone l’evoluzione, dando la possibilità alle forze vive del lavoro di esprimersi e di partecipare alla attività delle pubbliche istituzioni. Singolarmente importante il discorso che Filippo Turati pronunciò all’apertura dei lavori del nuovo organismo, e che provocò reazioni notevoli. Turati infatti affermava che i delegati operai entravano nel Consiglio senza atteggiamenti di rinuncia, “non intonavano l’idillio della pace inerme, ma riconoscevano un interesse comune fra tutte le classi in lotta, che era limite e misura all’azione di ciascuno, l’interesse che le industrie fiorissero, che prosperasse l’albero di cui avrebbero dovuto disputarsi l’ombra ed i frutti.”
Il Consiglio del Lavoro operò con impegno, rigore ed ampiezza di vedute, ed oggi viene enormemente rivalutato il lavoro svolto. Ma esso, anche per difficoltà relative alla composizione e al funzionamento, non riuscì ad esprimere pienamente le istanze di quel moto di rinnovamento sociale che in quegli anni in Italia procedeva tumultuosamente, soprattutto dopo la guerra 1915-1918. Vari progetti si sono susseguiti con l’intendimento di promuoverne un riordinamento radicale, proposti dai Ministri Abbiate, Beneduce e Labriola, ma nessuno di essi giunse a conclusione, sino a che nel 1923 veniva soppresso ed assorbito dal Consiglio Superiore dell’Economia Nazionale.
Eppure il dibattito fra i lavoratori era ad un elevato livello di maturazione. Nel maggio del 1919, infatti, l’onorevole Ruini, allora Sottosegretario al Lavoro durante il Governo Nitti, inviò a tutte le organizzazioni degli imprenditori e dei lavoratori un questionario per collaborare ad una “modifica profonda di compiti e di struttura del Consiglio”. Riferisce lo stesso Ruini che “l’Unione del lavoro, di tendenza sindacalista estrema, chiese addirittura che si attribuissero al Consiglio poteri legislativi ed esecutivi. La Confederazione dei lavoratori cristiano-sociali domandò poteri regolamentari e deleghe legislative, con osservanza dei poteri generali stabiliti dal Parlamento. La Confederazione del lavoro, socialista, insisté, invece, perché si creasse un organo nel quale le lotte delle classi si svolgessero liberamente e finì con l’orientarsi nel senso che del Consiglio Nazionale si facesse una seconda Camera, in sostituzione del Senato di nomina regia.” L’orizzonte così si ampliava in profondità istituzionale e si allacciava a un’idea di rappresentanza organica degli interessi. L’ampiezza del dibattito non poté evitare tuttavia che, come si è detto, il Consiglio del Lavoro concludesse la sua esperienza assorbito dal Consiglio dell’Economia, e quindi con esso venisse soppresso nel 1929, mentre il nuovo regime dilatava l’ordinamento corporativo dello Stato. Una riflessione più approfondita quindi sulla esperienza del Consiglio Superiore del Lavoro e dell’Ufficio del Lavoro è particolarmente importante perché consente una visione storicizzata dei problemi e delle difficoltà che un organismo consultivo, “anomalo” costituzionalmente, ma fortemente voluto politicamente, può trovare - come ha trovato - nel lavoro concreto, nel rapporto con gli altri organi costituzionali, con la cultura politica del tempo, con le modificazioni della realtà economica e sociale e delle forme via via più rilevanti di aggregazione sociale.
Il Consiglio Superiore del Lavoro nasce come modifica, integrazione e allargamento delle funzioni della Commissione di Previdenza; ma esso nasce in un momento storico preciso, di maturazione e di impegno delle forze sociali organizzate, di partecipazione istituzionale per il progresso di una legislazione sociale ancora molto carente, a difesa di classi lavoratrici poco tutelate e poco garantite.
In Italia, uno dei proponenti l’istituzione di un Consiglio e di un Ufficio del Lavoro, era stato (prima di Zanardelli) Napoleone Colajanni, che interpretava peraltro un generale orientamento, europeo ed internazionale, di studiosi, di sindacalisti, di economisti, di politici riformisti, che vedevano appunto in un organismo così delineato un singolare strumento di progresso politico e di avanzamento sociale, sul piano legislativo e contrattuale. In quegli stessi anni, si consolidava la costituzione di organismi di analisi sulle condizioni di lavoro, sulle leggi e sui contratti e di proposta per le modifiche legislative e contrattuali conseguenti. Un clima di riformismo sociale e di tensione partecipativa delle organizzazioni dei lavoratori faceva da sfondo al nuovo organismo italiano, che vedeva l’incontro, altamente positivo, della cultura liberale più moderna e attenta con il nascente riformismo sociale espresso dalle forze del lavoro organizzate.
L’attività del Consiglio Superiore del Lavoro, e quindi dell’Ufficio del Lavoro, fu particolarmente seria, per proposte, per indagini, per allargamento della coscienza sociale. “Non c’è stato - dirà Giovanni Montemartini, l’infaticabile “motore” dei due organismi - argomento importante per la società italiana e del mondo del lavoro che non sia passato per il Consiglio del Lavoro.” Alla giustificata soddisfazione di Montemartini non corrispose adeguata eco esterna e pubblica attestazione della attività del Consiglio, tanto da far dire provocatoriamente allo stesso Turati “di essere contento di star fuori, perché tanto qui si lavora molto bene, ma con risultati non conosciuti né apprezzati all’esterno.” Perché è importante comunque l’esperienza del Consiglio Superiore del Lavoro? Perché sono già presenti, allora, i nodi e le difficoltà che si rinvengono oggi nella vicenda, più lunga, più complessa, più articolata, del CNEL.
Anzitutto, i problemi della composizione, poi quelli delle attribuzioni e quindi quelli del ruolo nella cornice istituzionale che si è andata delineando. Pur senza facili letture storiche, nella diversità enorme delle situazioni sociali e delle realtà economiche, il precedente del Consiglio Superiore del Lavoro è importante obiettivamente, riferito alla nascita del CNEL, perché entrambi gli organismi trovano motivazione culturale e origine politica nell’impegno forte delle organizzazioni del lavoro, nella cultura riformista, nella tensione unitaria di costruzione e ricostruzione di uno Stato a larga partecipazione democratica.Dopo la Seconda guerra mondiale, nella generale riconsiderazione dei problemi giuridici e morali che devono stare a fondamento degli Stati democratici moderni, un ampio dibattito ha interessato, in Italia ma anche in Europa (Francia, Belgio, Danimarca, ecc.) e in altri paesi extraeuropei, la partecipazione delle forze sociali alla determinazione delle scelte politiche nel campo dell’economia e del lavoro: gli aspetti tecnici del problema erano spesso superati da quelli costituzionali, facendo così registrare un salto qualitativo a tutto il problema.

### Il dibattito alla Costituente
La Costituente dibatté approfonditamente la possibilità di istituire un Organismo o una sede, in cui si riconoscesse il ruolo rappresentativo delle organizzazioni del lavoro e dell’economia nel nuovo ordinamento costituzionale che si stava delineando, e in cui si prevedesse la partecipazione delle “forze vive” del Paese - come dirà Einaudi - alla elaborazioni di una politica di sviluppo economico e sociale.
L’esame si svolse soprattutto in sede di Seconda e Terza Sottocommissione. La Seconda Sottocommissione, che doveva occuparsi dei problemi istituzionali dell’ordinamento della Repubblica, esaminò - è qui evidente l’immediato precedente dell’esperienza di Weimar - alcune proposte dell’on. Mortati, che prevedevano la costituzione di “consigli ausiliari” o presso le Amministrazioni Centrali, o presso gruppi di amministrazioni,con varie funzioni: dare pareri su disegni e proposte di legge, predisporre progetti legislativi su richiesta del Parlamento o del Governo, o di propria iniziativa, preparare regolamenti esecutivi di singole leggi. Era previsto un “Consiglio Economico Nazionale”, che sarebbe stato un Organo di secondo grado, formato dai Consigli ausiliari delle varie amministrazioni, ed avrebbe avuto la facoltà di condurre inchieste. Poteva inoltre essere incaricato, su richiesta delle parti, di funzionare come “organo arbitrale” nelle controversie di carattere economico. Alla ratifica del Consiglio Economico avrebbero dovuto essere sottoposti i contratti collettivi di lavoro, in quanto suscettibili di ripercuotersi, attraverso l’aumento dei prezzi, su tutta l’economia nazionale. Il parere del Consiglio avrebbe dovuto essere obbligatorio per tutti i progetti diretti a disciplinare in modo unitario l’attività produttiva del Paese.
La Sottocommissione non accolse la proposta Mortati, ma limitò fortemente con una serie di esclusioni le potenzialità istituzionali del nuovo organismo ed alla fine approvò un testo, predisposto dall’on. Terracini, in cui si parlava soltanto di “un Consiglio Economico con funzioni di consulenza del Governo” e rinviava “alla legge per altre attribuzioni e per l’ordinamento del Consiglio”.
La Terza Sottocommissione, che si doveva occupare dei rapporti economici e sociali, trattò della costituzione di un “Consiglio Economico” nella relazione dell’on. Fanfani sul controllo sociale dell’attività economica, dell’on. Di Vittorio sul diritto di associazione e l’ordinamento sindacale e dell’on. Rapelli sulla organizzazione sindacale. Fanfani auspicava la creazione di organi centrali e periferici dell’attività economica, che dovevano essere raccordati con una politica di programmazione economica. Nell’intervento di Di Vittorio era previsto un Consiglio Nazionale del Lavoro in termini che richiamano fortemente l’esperienza del Consiglio Superiore del Lavoro e si rivendicava con grande efficacia il ruolo propositivo delle organizzazioni dei lavoratori.
Le conclusioni della Terza Sottocommissione portarono all’approvazione di un testo in cui si proponeva “un Consiglio Economico Nazionale che con organi periferici attende al controllo dell’attività economica pubblica e privata e partecipa alla preparazione della legislazione relativa”. Le discussioni in seno all’Assemblea Costituente furono di segno non univoco. Respinto pregiudizialmente un ordine del giorno Piccioni-Moro, con cui si ripresentava il problema di una rappresentanza politica integrata dal riconoscimento di altre istanza rappresentative, si pervenne all’approvazione dell’art. 99, sulla base di una proposta dell’on. Clerici, con un compromesso proposto dall’on. Ruini, che sintetizzò il dibattito avutosi sia in Commissione che in seduta plenaria. La formulazione riprendeva l’unificazione delle materie economiche e del lavoro e prevedeva l’iniziativa legislativa, presentando un modello originale di organo tecnico ma anche rappresentativo di interessi, che pure inserito fra gli “organi ausiliari”, assieme a Consiglio di Stato e Corte dei Conti, aveva una sua inequivocabile specificità istituzionale.

### L’esame parlamentare della legge
Per l’attuazione del dettato costituzionale il primo disegno di legge fu predisposto dal Ministro del Lavoro on. Fanfani e presentato dal Presidente del Consiglio dei Ministri on. De Gasperi il 15 marzo 1949.
L’art. 1 determinava la composizione del Consiglio in 60 membri suddivisi in 3 gruppi: rappresentanti delle categorie economiche e del lavoro; rappresentanti di consigli ed enti pubblici economici; persone particolarmente esperte nei problemi del lavoro o della produzione. “La composizione - si legge nella relazione illustrativa - assicura una piena collaborazione tra l’elemento rappresentativo e l’elemento tecnico, tra i rappresentanti cioè delle categorie produttive portatori ed interpreti degli interessi economici professionali, e gli esponenti del pensiero scientifico e della tecnica. Nella compenetrazione di questi due diversi elementi si realizza una condizione per la proficua attività del Consiglio”.
Sulle attribuzioni il progetto governativo affermava che il CNEL “è organo di consulenza delle Camere e del Governo” e gli “conferisce, con l’iniziativa legislativa, il compito di contribuire alla elaborazione della legislazione economica e sociale”.
Il testo fu sottoposto all’esame di una Commissione speciale presieduta dal sen. Paratore, nella quale si è svolto probabilmente il più serio approfondimento sulla natura, composizione e attribuzioni del nuovo Organismo. Sulla composizione venne confermata la prevalenza della rappresentanza delle categorie sugli esperti, nominati dall’esterno, con un giusto equilibrio e senso della imparzialità e della competenza scientifica.
Per quanto riguarda le funzioni pesarono nel dibattito due preoccupazioni: che il Governo potesse affievolire le attribuzioni del Consiglio, e che il Consiglio potesse ritardare l’attività del Parlamento. Mentre il progetto ministeriale prevedeva semplicemente che Parlamento e Governo potessero chiedere il parere del Consiglio, nell’ambito delle materie economiche e sociali, su disegni di legge e schemi di decreti e su ogni altra questione ritenessero opportuna, la Commissione Paratore introdusse l’obbligo, per il Governo e il Parlamento, di sentire il parere del Consiglio, su progetti di legge e di decreti che “implicano direttive di politica economica e sociale di carattere permanente, e su relativi regolamenti di esecuzione”. La Commissione ritenne anche che il Consiglio potesse “di sua iniziativa” esaminare ed indirizzare al Governo, osservazioni, suggerimenti e proposte su qualunque questione che rientri nella sua competenza; e che potesse essere affidata al Consiglio la redazione di regolamenti e testi unici nelle materie di sua competenza, senza che ciò potesse essere inteso come trasferimento della potestà regolamentare del Governo al Consiglio, prefigurando con ciò una specie di parere vincolante. Altra importante affermazione della Commissione Paratore fu che “il Consiglio assolverà gli altri compiti che gli saranno attribuiti in futuro con leggi speciali”, alludendosi secondo alcuni a possibili interventi del Consiglio nelle questioni di conflitti del lavoro.
Il successivo dibattito in Aula, concluso il 6 dicembre 1951, modificò sia il primo progetto governativo, sia il più ampio testo della Commissione Paratore. Scompare il parere obbligatorio; si introduce il divieto del vincolo del mandato imperativo per i membri del CNEL; la nomina del Presidente è demandata al Governo; le riunioni non sono pubbliche; e l’autonomia finanziaria viene drasticamente ridimensionata. Vennero però respinte alcune proposte ulteriormente limitative, concernenti l’autonoma elaborazione di Osservazioni e Proposte, la richiesta della preventiva autorizzazione delle Camere a compiere studi e indagini nelle materie di propria competenza, che le relative deliberazioni siano prese a maggioranza assoluta dei componenti. Dal dibattito svoltosi si delineava un organismo a connotazione fondamentalmente tecnica, in analogia a quanto nella Costituzione è previsto per il Consiglio di Stato e la Corte dei Conti. In tal senso si espresse la Commissione Speciale della Camera, i cui risultati non poterono essere sottoposti al vaglio della Assemblea per la fine della legislatura. All’inizio della nuova legislatura il Governo, il 4 gennaio 1954, ripresentò sostanzialmente il testo precedentemente approvato dalla Camera con una indicativa ulteriore limitazione: l’iniziativa legislativa non poteva essere esercitata anche per materie che “comportassero nuove e maggiori spese”. L’esame della Camera, in sede di Commissione Speciale, presieduta dall’onorevole Bucciarelli-Ducci, e in Aula, si concluse nel gennaio 1955.
Nell’ottobre 1956 il Senato approvò il testo con modifiche formali recepite definitivamente dalla Camera il 6 dicembre 1956. Il Consiglio, che si delineava con la nuova legge, è un Organo ausiliario della Repubblica, del Parlamento e del Governo cioè, di natura tecnica ma con caratteristiche particolari, espressione e rappresentanza di interessi del mondo del lavoro e dell’economia, propulsore di iniziativa sociale e di stimolo al Parlamento e Governo per una legislazione di sviluppo e di modifica delle strutture economiche e sociali del Paese.

### Dal 1958 alla legge di riforma
Nei primi quattro anni di attività (1958-1961), il CNEL riesce ad esercitare un ruolo attivo nei confronti del processo di formazione delle leggi e delle decisioni politiche di indirizzo del Governo, che molto spesso lo interpella su questioni rilevanti e contingenti della propria azione.
Negli anni successivi le Istituzioni statuali si consolidano, si avvia la fase di grande crescita economica del Paese, in conseguenza, si rafforza il ruolo delle forze sociali, in particolare di quelle che rappresentano il lavoro dipendente, che riescono a conquistare spazi e sedi di dialogo diretto con il Governo. Di riflesso, il CNEL comincia ad avvertire le conseguenze di questa evoluzione, come dimostra l’importante carteggio fra Campilli e Fanfani, allora rispettivamente Presidente del CNEL e Presidente del Consiglio. In quella occasione, il Presidente del CNEL segnalava il proprio dissenso verso la notizia di un tavolo di discussione
diretta tra parti sociali e governo sui temi della programmazione economica e sottolineava l’importanza, invece, che tale discussione si svolgesse nella sede istituzionale del Consiglio.
Sta di fatto che al processo di consolidamento del ruolo delle forze sociali, continuato ininterrottamente almeno fino alla metà degli anni settanta, corrispondeva un contestuale ridimensionamento del ruolo del CNEL.
Nel 1976, grazie ad un “patto” non scritto tra la Confindustria, guidata da Guido Carli, ed i vertici di CGIL, CISL, UIL (Lama, Storti e Vanni), sostenuto dal Presidente del Consiglio Andreotti, si decise di rilanciare la funzione istituzionale del CNEL, anche attraverso modifiche della legge istitutiva, ritenuta pertanto inadeguata alla piena esplicazione del suo ruolo.
Il CNEL, conseguentemente, durante la lunga presidenza Storti (1977-1989) dedica grande spazio della sua attività alla elaborazione prima di un progetto di autoriforma e poi nel seguire il lungo iter di approvazione da parte del Parlamento di quella che poi sarà la legge 936.

### Il ruolo del CNEL negli anni
Il Consiglio Nazionale dell’Economia e del Lavoro si è fatto interprete, per oltre trent'anni di attività, dei grandi cambiamenti dell’economia agricola (dall'abolizione della mezzadria, ai patti agrari, alla affermazione della proprietà diretta coltivatrice, alla definizione della politica agricola comune, alla trasformazioni del settore in agro industriale), raccogliendo l’eredità dell’Istituto Internazionale fondato da Davide Lubin. È stato autorevole punto di riferimento sui grandi temi legati all'emigrazione. Ha svolto funzioni di approfondimento e di analisi costante sui temi della costruzione dell’Europa (con i periodici Rapporti Europa). Ha fornito spunti di importante e innovativa riflessione sui temi della scuola, dell’orientamento, della formazione e del mercato del lavoro. Ha svolto una accurata analisi preliminare alla riforma della sanità, e ha collaborato direttamente alla attuazione della legge di riforma, monitorandone anche gli effetti.

### Anni 2010
Verso la fine del 2016 l'organo è venuto alla ribalta dell'opinione pubblica italiana, in quanto la sua abolizione era prevista dalla riforma costituzionale Renzi-Boschi, bocciata con apposito referendum costituzionale.

## Presidenti
| # | Presidente | Presidente | Presidente             | Partito                 | Mandato                         |
| - | ---------- | ---------- | ---------------------- | ----------------------- | ------------------------------- |
| 1 |            |            | Meuccio Ruini          | Indipendente            | 1958 - 1959                     |
| 2 |            |            | Pietro Campilli        | Democrazia Cristiana    | 1959 - 1974                     |
| 3 |            |            | Bruno Storti           | Democrazia Cristiana    | 1977 - 1989                     |
| 4 |            |            | Giuseppe De Rita       | Indipendente            | 1989 - 2000                     |
| 5 |            |            | Pietro Larizza         | Democratici di Sinistra | 2000 - 28 aprile 2005           |
| 6 |            |            | Antonio Marzano        | Forza Italia            | 28 aprile 2005 - 27 luglio 2015 |
| - |            |            | Salvatore Bosco (f.f.) | Indipendente            | 2015 - 2016                     |
| - |            |            | Delio Napoleone (f.f.) | Indipendente            | 2016 - 2017                     |
| 7 |            |            | Tiziano Treu           | Partito Democratico     | 5 maggio 2017 - 20 aprile 2023  |
| 8 |            |            | Renato Brunetta        | Indipendente            | dal 20 aprile 2023              |

## Sede
La sede è nell'edificio costruito su impulso di David Lubin nel parco di villa Borghese a Roma e che, inizialmente chiamato villa Italia, ha assunto successivamente il nome di villa Lubin.

## Riferimenti normativi
- La Legge 30 dicembre 1986, n. 936, in attuazione del disposto costituzionale, precisa l’ambito di azione dell’Organo e gli fornisce i necessari strumenti di azione.